# ボイスレター
『ボイスレター』（Letters from a Killer）は1998年アメリカ合衆国のサスペンス映画。ジョン・フォスター原作。

## キャスト
| 役名             | 俳優                       | 日本語吹替   | 日本語吹替              | 日本語吹替 |
| 役名             | 俳優                       | ソフト版     | テレビ東京版            |            |
| ---------------- | -------------------------- | ------------ | ----------------------- | ---------- |
| レイス・ダーネル | パトリック・スウェイジ     | 山路和弘     | てらそままさき          |            |
| グロリア         | キム・マイヤーズ           | 勝生真沙子   | 田中敦子                |            |
| リタ             | ジア・カリデス             | 山像かおり   | 戸田恵子                |            |
| ステファニー     | オリヴィア・バークランド   | 林佳代子     | 塩田朋子                |            |
| ジュディ         | エリザベス・ラスシオ       | 寺内よりえ   | 野沢由香里              |            |
| ホートン看守     | ロジャー・E・モーズリー    | 辻親八       | 玄田哲章                |            |
| エリザベス       | ティナ・リフォード         | 高島雅羅     | 唐沢潤                  |            |
| ブリンカー       | ブルース・マッギル         | 佐々木梅治   | 小林修                  |            |
| シングルトン     | ケイティ・セルバーストーン | 湯屋敦子     | 安藤麻吹                |            |
| スタッフ         |                            |              |                         |            |
| 演出             | 演出                       | 高橋剛       | 佐藤敏夫                |            |
| 翻訳             | 翻訳                       | 成田裕子     | 武満眞樹                |            |
| 調整             | 調整                       |              | 伊藤恭介                |            |
| 効果             | 効果                       |              | リレーション            |            |
| 担当             | 担当                       |              | 別府憲治                |            |
| 配給             | 配給                       |              | 日本ビクター            |            |
| プロデューサー   | プロデューサー             |              | 深澤幹彦 バブルネック涼 |            |
| 解説             | 解説                       |              | 木村奈保子              |            |
| 制作             | 制作                       | ビデオテック | テレビ東京 ケイエスエス |            |

テレビ東京版の初回放送は2002年6月6日放送の『木曜洋画劇場』。

## あらすじ
レイスは無罪を訴えたまま七年間収監され続けている死刑囚。
四人の女性とボイスレターによる文通を続けていたが、ある日、看守がイタズラ心から四人の女性に送るテープを入れ替えて送付してしまう。
それ以来、レイス宛てに脅迫テープが送られ始める。
その後、検察側による証拠の隠蔽が発覚し、レイスは再審無罪を得、自由の身になる。
謝罪の為に四人の女性を訪れるレイスだが、誰が脅迫の人物か明らかにならない。その一方で彼に対する脅迫は続く。
ついに文通相手の女性たちが殺害され始める。